# エドモンド・ブリストウ
'
エドモンド・ブリストウ'（Edmund Bristow、1787年4月1日 - 1876年2月12日）はイングランドの画家である。動物のいる風景画や擬人化した動物を描いた風刺画（「サンジュリー」というジャンルの絵画）も描いた。

## 略歴
イングランド、バークシャーのイートンの紋章画家(heraldic painter) の家に生まれた。幼いころから国王ジョージ3世の三女、エリーザベト・フォン・グロスブリタンニエンやクラレンス公（後の国王、ウィリアム4世）らがパトロンになった。イートンやウィンザーの名士の似顔絵を描き、静物画、室内画、風俗画を描いた。動物好きで、動物の生き生きとした動きを描くことができ、有名な動物画家になるエドウィン・ランドシーア(1802-1873)と友人になり、ランドシーアに助言したとも言われている。
1809年に、ロイヤル・アカデミー・オブ・アーツの展覧会に初めて出展し、その後も時々アカデミーの展覧会やロンドンの民間展覧会「British Institution」やイギリス王立芸術家協会（Royal Society of British Artists）の展覧会に出展した。
風変りな性格で、気が向かなければ絵を描かず、時として完成した作品を売ることを断ったとされる。作品の多くは地元の収集家によって購入された。いくつかの作品は版画にされて出版された。
89歳でイートンで亡くなった。

## 作品

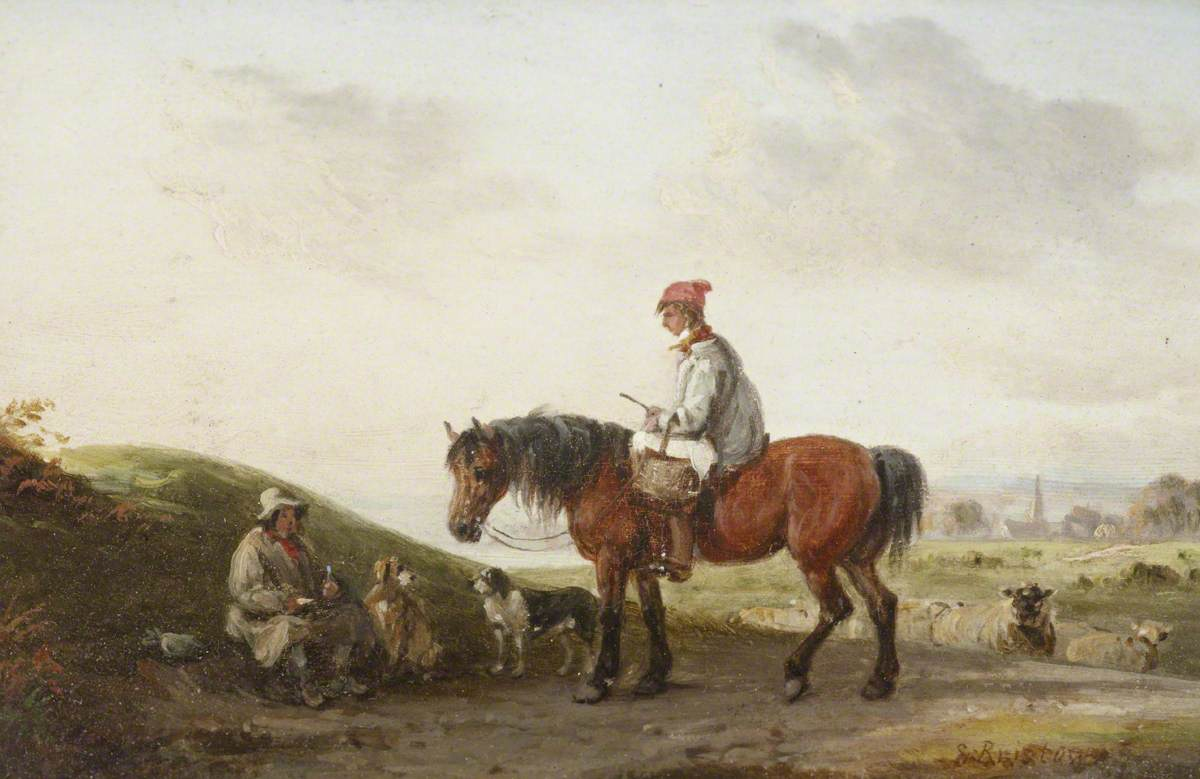
路傍で村人と話す馬に乗った少年
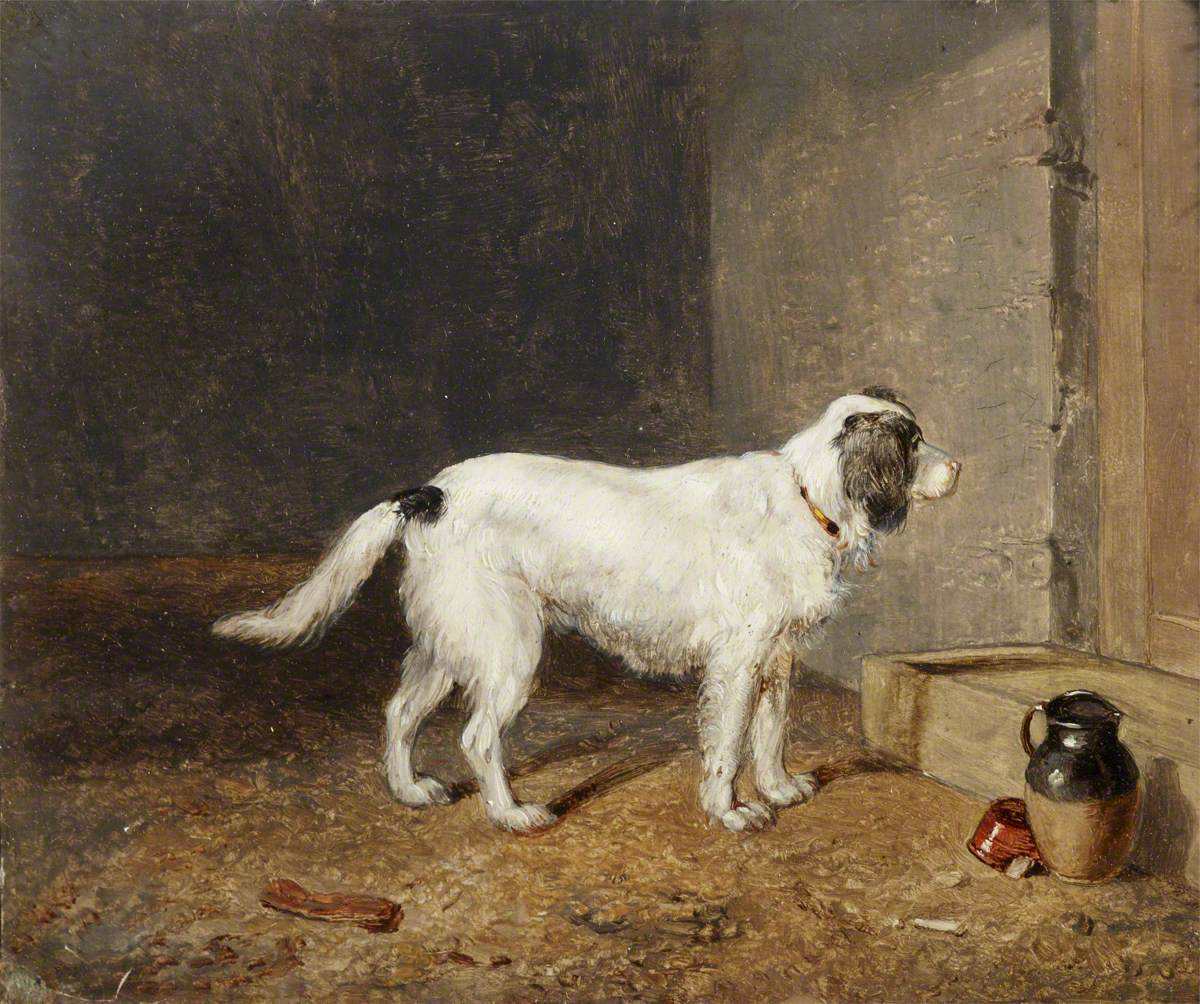
戸口の白い犬
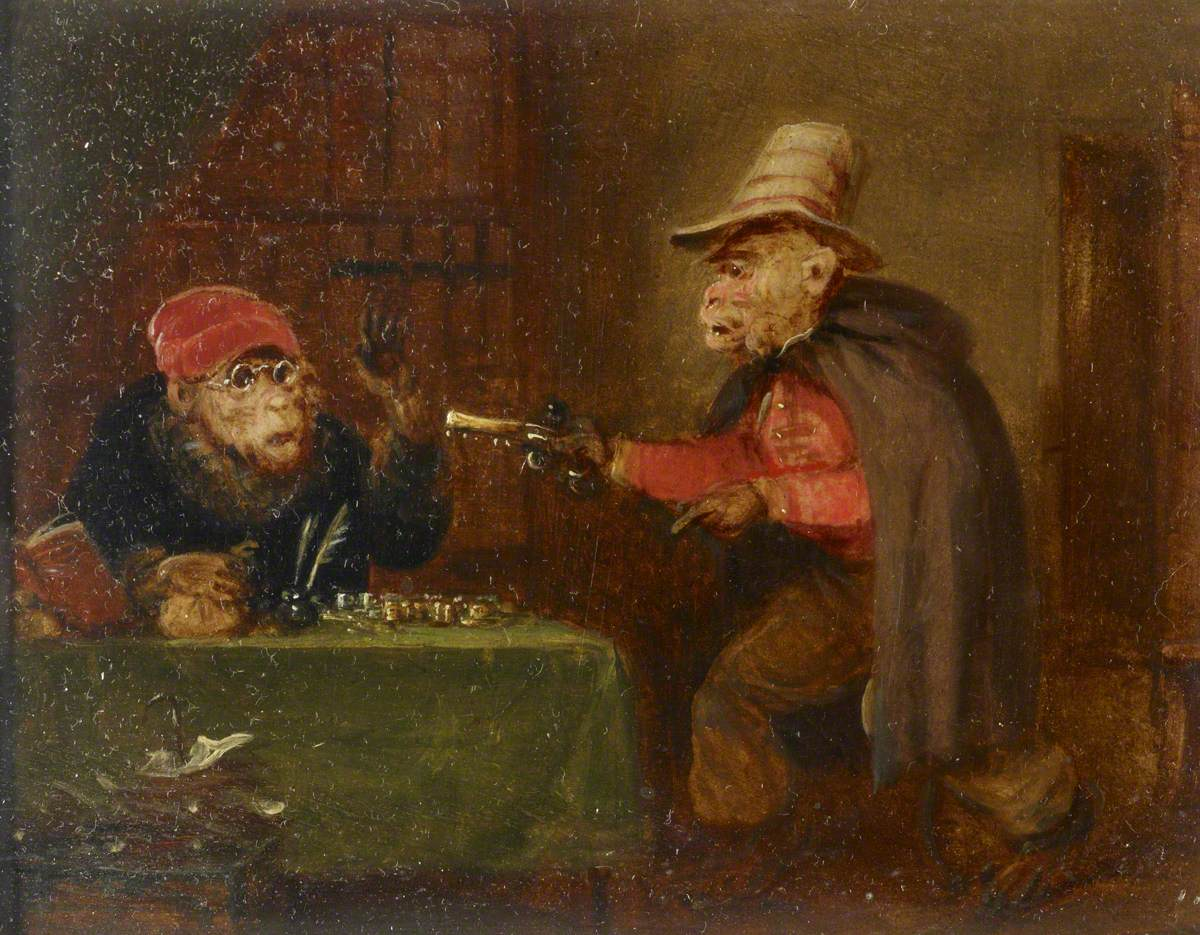
公証人を脅すサル
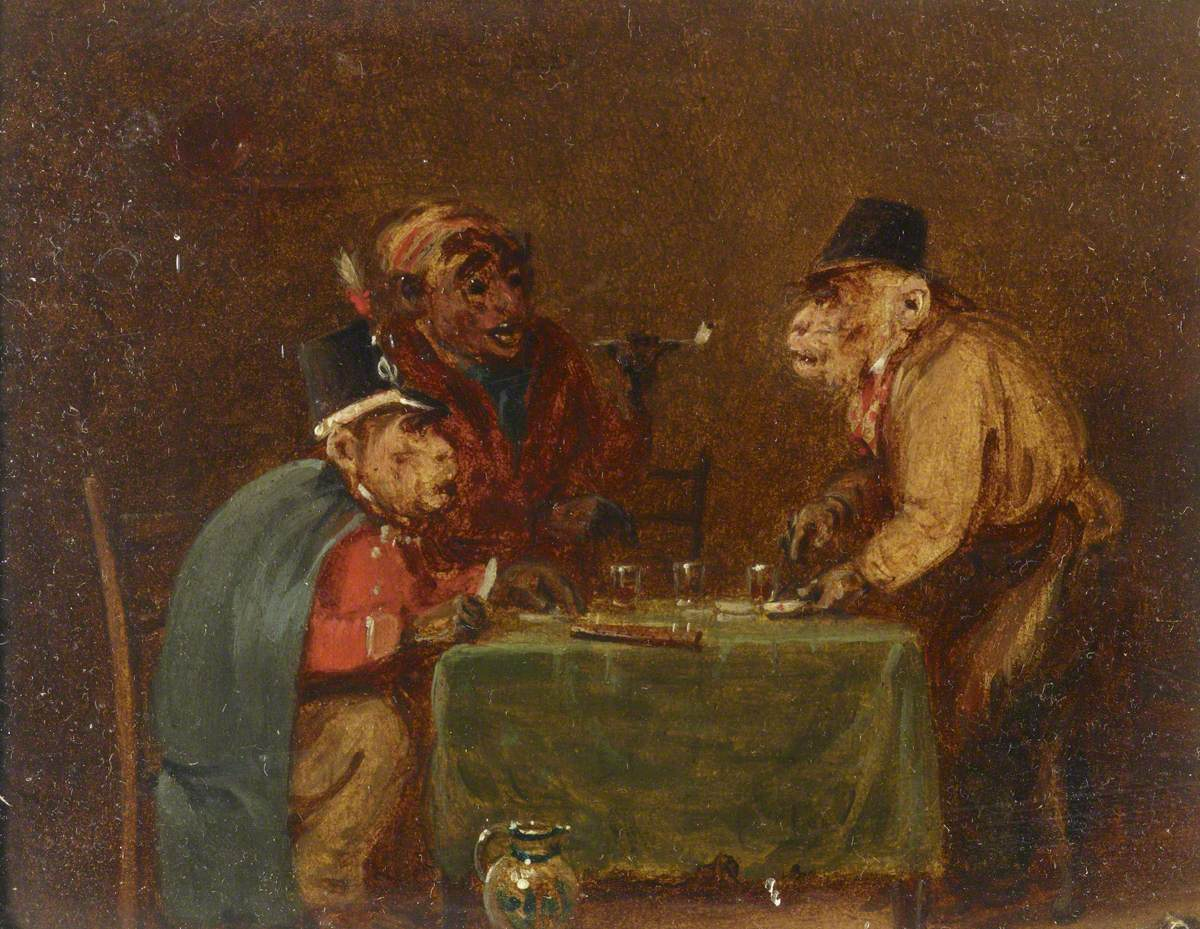
テーブルで酒を飲む3匹の猿
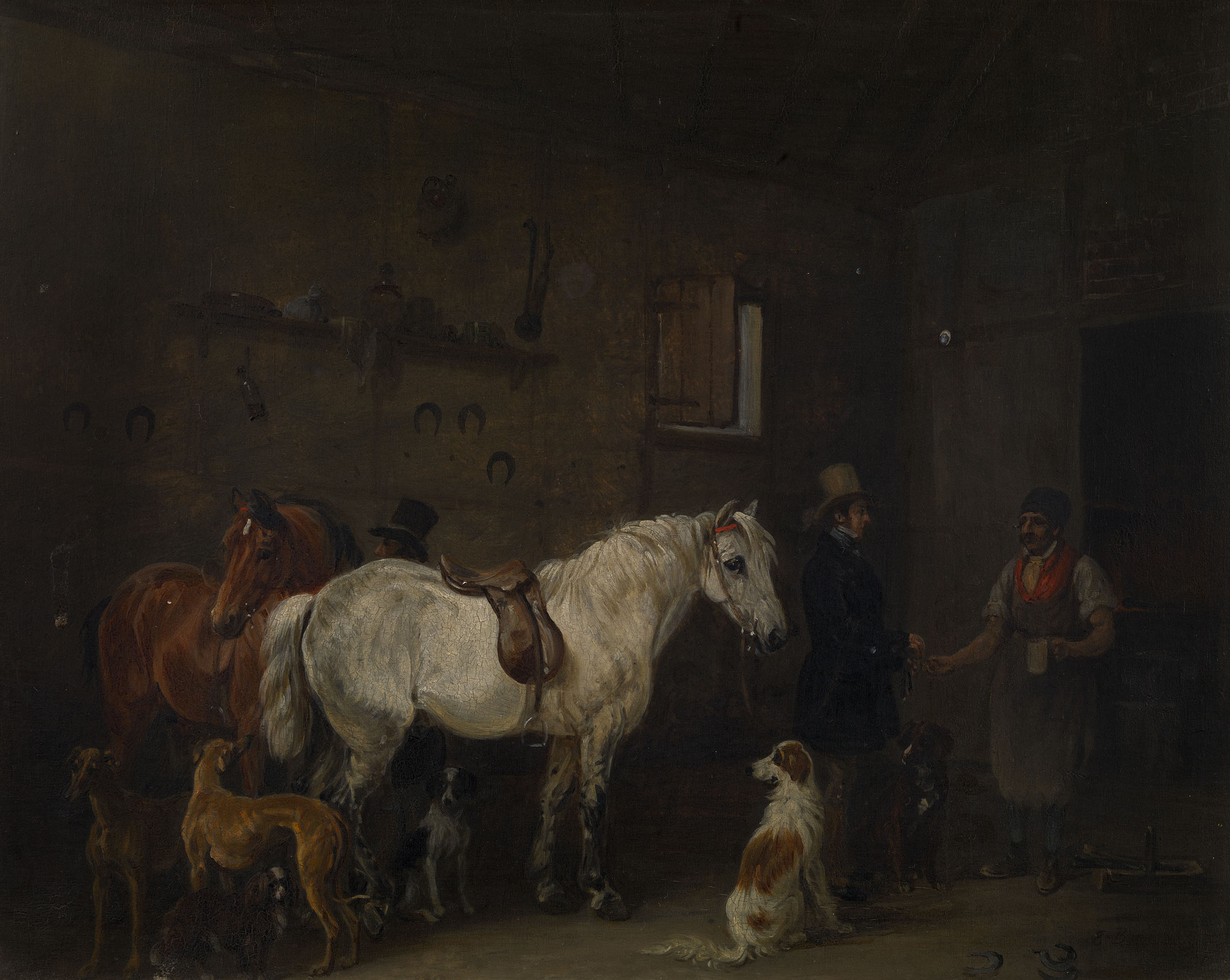
蹄鉄屋の店
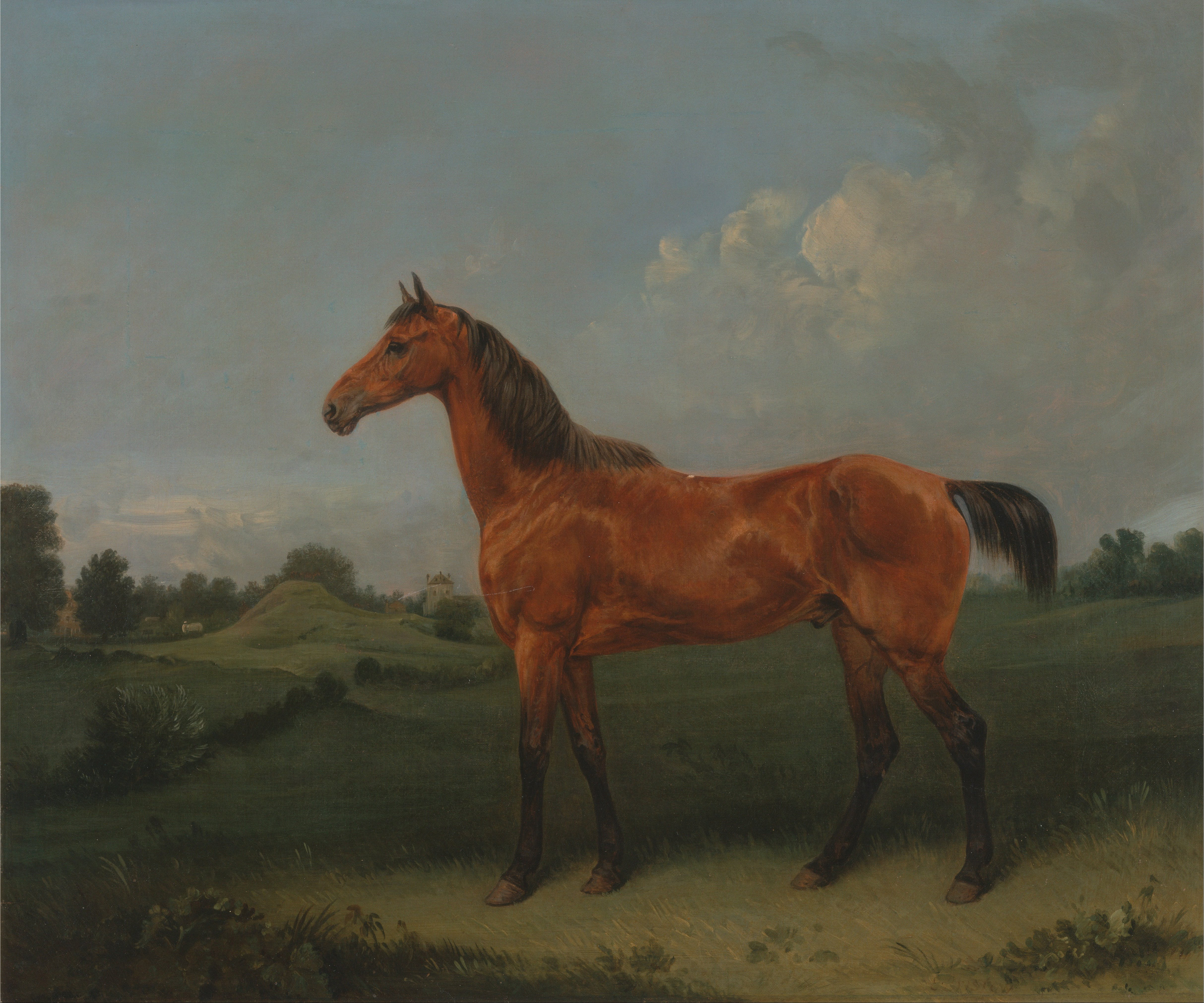